# Zaburzenie dysocjacyjne tożsamości
Zaburzenie dysocjacyjne tożsamości (osobowość mnoga, osobowość naprzemienna, osobowość wieloraka, ang. multiple personality, dissociative identity disorder, DID) – zaburzenie dysocjacyjne, polegające na występowaniu przynajmniej dwóch osobowości u jednej osoby. Zazwyczaj poszczególne osobowości nie wiedzą o istnieniu pozostałych.
Nie tylko wzorce zachowań różnych osobowości są zazwyczaj odmienne, każda osobowość ma odrębną tożsamość, wspomnienia, zdarza się, że nawet płeć, iloraz inteligencji, ciśnienie krwi, ostrość wzroku, preferencje seksualne czy alergie. Osobowości mogą też wykazywać cechy charakterystyczne dla osób w odmiennym wieku. Badania czynności układu nerwowego mogą wykazać różnice w pracy mózgu poszczególnych osobowości u tej samej osoby.
Mechanizm powstawania nie jest dobrze poznany. Jako dysocjacja, osobowość mnoga wytwarza się po szczególnie bolesnych, traumatycznych przeżyciach i kryzysach, przebytych w dzieciństwie i powiązanych z tematyką śmierci oraz seksualności. Charakteryzuje się dezintegracją ego, integralność którego zapewnia możliwość pozytywnego włączania zdarzeń zewnętrznych i doświadczeń społecznych w obręb percepcji. Osoba niezdolna do zinternalizowania zdarzeń zewnętrznych może doświadczać poczucia emocjonalnego rozregulowania, w ekstremalnych przypadkach tak intensywnego, że prowadzącego do dysocjacji własnej osobowości (łac. dissociatio – rozdzielenie).
Szacuje się, że około 2% populacji doświadcza rozdwojenia osobowości. Zaburzenie jest diagnozowane rzadko; częściej u kobiet niż u mężczyzn.
Diagnoza różnicowa: schizofrenia, PTSD, borderline.